# Образование в Сомали

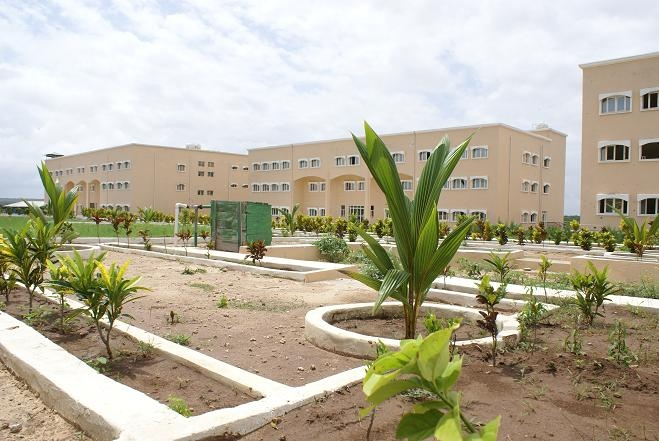
Университет Могадишо

Образование в Сомали относится к академической системе в Сомали. Министерство образования официально отвечает за образование в Сомали, около 15 % национального бюджета выделяется на школьное обучение. Отколовшаяся республика Сомалиленд имеет собственное министерство образования. 

## Обзор

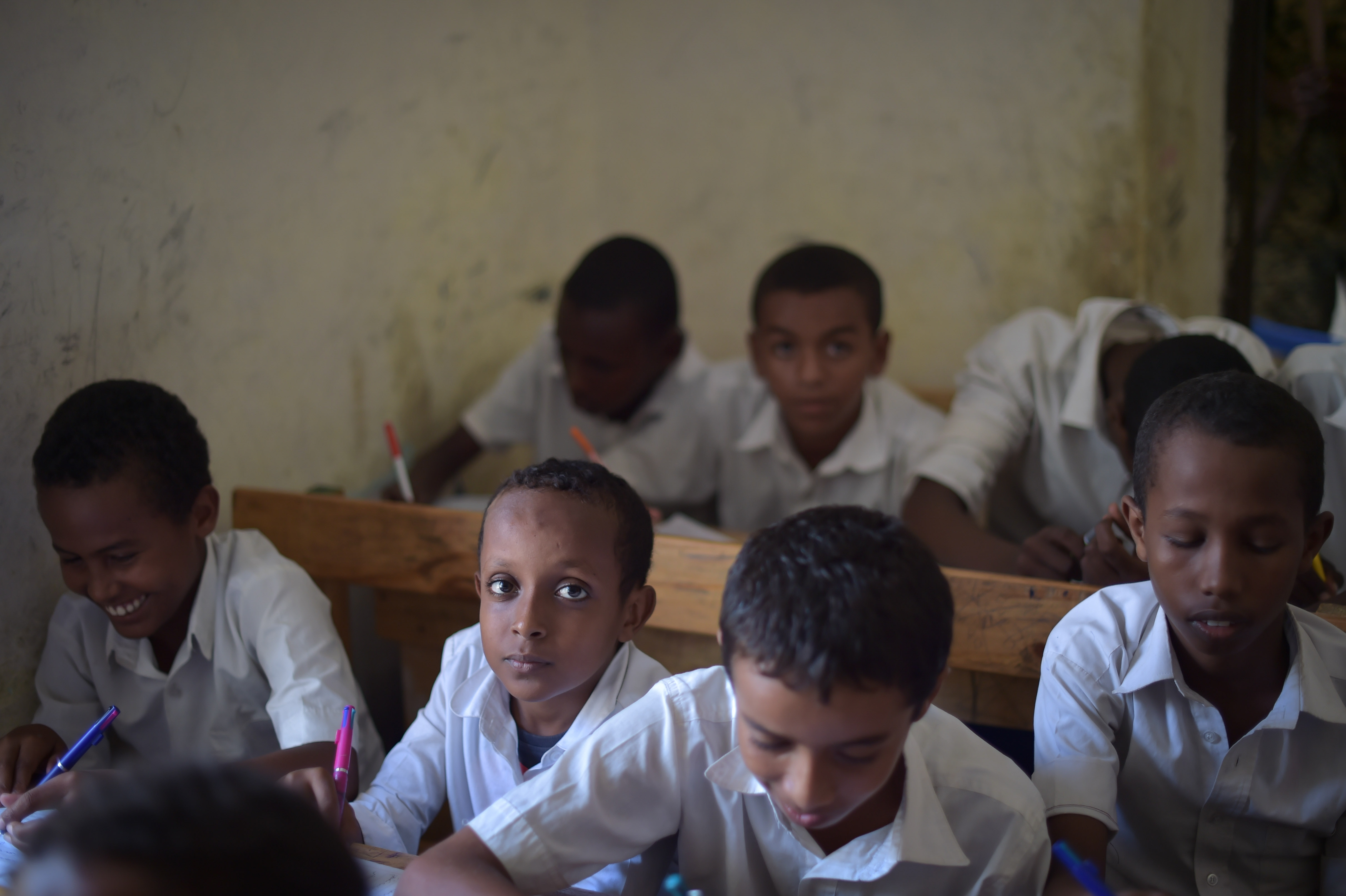
Дети на уроке в школе в городе Барауэ

В начале 1950-х годов был создан Национальный институт правовых, экономических и социальных исследований как высшая школа итальянского языка для довузовской подготовки с целью получения доступа к итальянским университетам.
Сомалийский национальный университет был первым учебным заведением высокого уровня на территории Сомали. Он был основан в 1954 году как L'Universita 'Nazionale Somala на Подопечной территории Сомали. В 1969 году учебное заведение получило официальный статус университета. Основная территория университета находилась примерно в 6 км от центра Могадишо.
После начала гражданской войны в Сомали в 1991 году задача по содержанию школ в Сомали была первоначально взята на себя комитетами по общинному образованию, созданными в 94 % местных школ. Возникли многочисленные проблемы в отношении доступа к образованию в сельских районах и по гендерному признаку, качества образовательных услуг, гибкости школьных программ, образовательных стандартов и контроля, потенциала управления и планирования и финансирования. Для решения этих проблем правительство Пунтленда разработало политику в области образования, чтобы направить развитие учебного процесса в регионе. Последнее включает гендерно-чувствительную национальную политику в области образования, соответствующую мировым стандартам, например, изложенным в Конвенции о правах ребёнка и Конвенции о ликвидации всех форм дискриминации в отношении женщин. Примерами этих и других образовательных мер являются принятие правительством законодательства, направленного на содействие развитию программы развития детей младшего возраста, а также внедрению пакетов стимулов для поощрения учителей к работе в отдалённых сельских районах.

## Образовательная структура
В правительстве Пунтленда министерство образования отвечает за развитие и управление образовательными потребностями региона.
Система образования Пунтленда включает 2 года дошкольного развития, 8 лет начального образования (4 года младших классов начальной школы и 4 года старших классов начальной школы) и 4 года среднего образования. Университетское образование длится в среднем 4 года. Министерство образования Пунтленда также признаёт неформальное и профессионально-техническое образование неотъемлемой частью системы образования региона. 

### Начальное образование

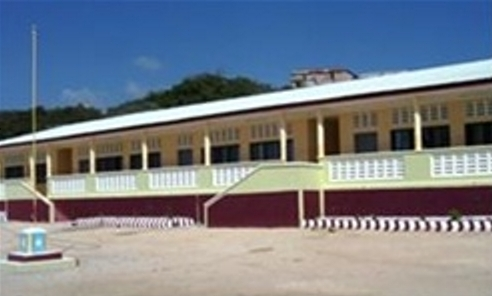
Школа Хаммар Джаб Джаб в Могадишо

Начальное образование включает 9 обязательных предметов: арабский язык, исламоведение, сомали, математику (включая бизнес-образование), естественные науки (здравоохранение, экологическое просвещение и сельское хозяйство), социальные науки (включая историю, географию и обществоведение), английский язык, физическую культуру и искусствоведение. Учащиеся младших и старших классов начальной школы обучаются в течение 36 и 42 учебных периодов продолжительностью 35 и 40 минут соответственно в неделю. Преподавание ведётся на сомалийском языке, за исключением предметов, которые связаны с арабским языком и исламом. Английский язык преподаётся как предмет со 2 по 8 класс. 

### Среднее образование
Среднее школьное образование предлагается ученикам в возрасте от 15 до 18 лет в течение 4 лет и ведёт к экзамену на аттестат зрелости Пунтленда. В средних школах преподаются 10 предметов, а именно математика, физика, химия, биология, сомалийский, арабский языи, исламоведение, английский язык, физическая культура, география и история. Все предметы, за исключением физической культуры, являются обязательными. Английский язык является языком обучения в средних школах, за исключением курсов сомалийского, арабского языков и исламоведения. Каждая учебная неделя состоит из 40 занятий, каждое из которых длится по 45 минут. По завершении получения среднего школьного образования проводится специальный экзамен (Puntland Secondary School Certificate Examination) по получению аттестата.

### Высшее образование

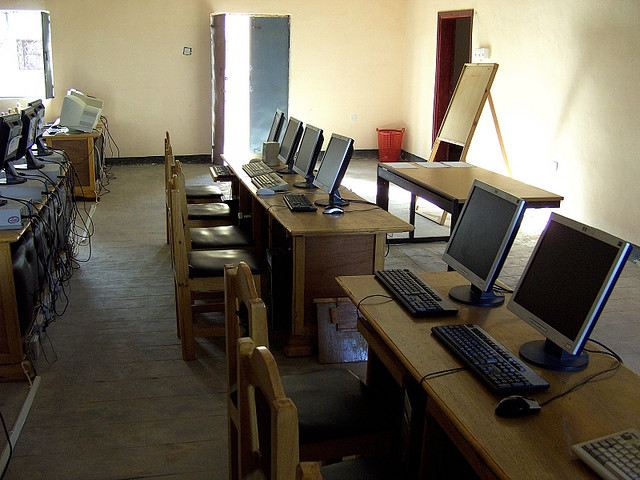
Компьютерный класс в Государственном университете Пунтленда

Под третичным образованием в Сомали понимается образование, предлагаемое по завершении среднего образования. Педагогическое образование для удобства сгруппировано в эту категорию. Таким образом, высшее образование в контексте Пунтленда включает университетское образование, обучение, предлагаемое в учреждениях с дипломным уровнем образования, таких как общественные и педагогические колледжи. В Пунтленде в настоящее время насчитывается пять крупных университетов: Государственный университет Пунтленда в Гароуэ, Государственный университет Пунтленда в Галькайо, Колледж Босасо в Босасо, Филиал Университета Могадишо в Пунтленде в Босасо и Восточноафриканский университет в Босасо, Галькайо и Гароуэ. 
В Сомалиленде высшее академическое образование проводят Университет Харгейсы, Университетский колледж Адмас, Международный университет Хорна и Сомалилендский университет технологий в Харгейсе, а также Университет Буръо в Буръо.
В районе Санаг университет Маахир в Бадхане предлагает курсы бакалавриата. Университет Нугаля в Ласъаноде также предоставляет высшее образование для жителей провинции Соль. В провинции Аудаль университет Амуд в Бораме обслуживает местное сообщество. Восточноафриканский университет в Буходле работает с 2012 года и выдаёт степень бакалавра на четырёх основных факультетах.
Университеты, предлагающие высшее образование на юге Сомали, включают Университет Индийского океана, Университет Могадишо, Университет Бенадира, Университет Плазмы, Сомалийский национальный университет, Университет SIMAD, Университет Южного Сомали, Университет Кисмайо, Университет Сомали и Университет Гедо. В регионе Гедо также находится политехническая школа Bardera Polytechnic.

### Техническое / профессиональное образование и обучение
Цели технического / профессионального обучения и подготовки заключаются в предоставлении возможностей обучения для бросивших школу, чтобы они могли быть продуктивными гражданами и самодостаточными. Обеспечение в Сомали такого обучения и подготовки сокращает неравенство за счёт расширения возможностей обучения для инвалидов, женщин и учащихся из неблагополучных общин. 

### Неформальное образование
Последним уровнем академического обучения, предлагаемым в Сомали, является неформальное образование, которое относится к широкому набору возможностей обучения, которые предлагаются детям, не посещающим школу, молодёжи и взрослым. К ним относятся профессионально-техническая подготовка, повышение грамотности взрослых, санитарное просвещение в общинах и деятельность по распространению сельскохозяйственных знаний. 

### Религиозное образование
Коранические школы (также известные как дукси ) остаются основной системой традиционного религиозного обучения в Сомали. Они обеспечивают исламское образование для детей, тем самым выполняя чёткую религиозную и социальную роль в стране. Известные как наиболее стабильная местная неформальная система образования, обеспечивающая базовое религиозное и нравственное обучение, их сила опирается на поддержку сообщества и использование ими местных и общедоступных учебных материалов. Кораническая система, которая учит наибольшее количество студентов по сравнению с другими образовательными подсекторами, часто является единственной системой, доступной сомалийцам в кочевых районах по сравнению с городскими районами. Исследование, проведённое в 1993 году, среди прочего показало, что около 40 % учеников коранических школ составляли девочки. Для устранения недостатков в религиозном обучении правительство Сомали со своей стороны также впоследствии создало Министерство по делам ислама и по делам ислама, которым в настоящее время регулируется кораническое образование. 

## Представление
В 2006 году регион Пунтленд был второй территорией в Сомали после региона Сомалиленд, где были введены бесплатные начальные школы, и где учителя получают зарплату от администрации Пунтленда. 
С 2005 по 2007 годы также произошло значительное увеличение количества школ в Пунтленде, до 137 учреждений по сравнению с годом ранее. За тот же период количество классов в области увеличилось на 504, и ещё 762 учителя также предлагали свои услуги. Общий набор студентов увеличился на 27 % по сравнению с предыдущим годом, при этом девочки лишь немного отстают от мальчиков по посещаемости в большинстве регионов. Самый высокий уровень охвата школьным образованием наблюдался в самом северном регионе Бари, а самый низкий — в малонаселённом районе Айн. Классы были почти равномерно распределены между городскими и сельскими районами, при этом в городских районах школы посещали несколько больше учеников.
Высшее образование в Сомали сейчас в основном частное. Несколько университетов страны, включая Университет Могадишо, вошли в число 100 лучших университетов Африки, что было признано триумфом массовых инициатив.  В таблице ниже показан уровень образования опрошенных жителей Пунтленда и Сомалиленда. 
| Уровень образования                                  | Пунтленд | Сомалиленд | Городское население | Сельское население | Всего |
| ---------------------------------------------------- | -------- | ---------- | ------------------- | ------------------ | ----- |
| Безграмотный                                         | 28 %     | 13 %       | 35 %                | 51 %               | 42 %  |
| Медресе / кораническая школа (исламское образование) | 36 %     | 41 %       | 24 %                | 29 %               | 26 %  |
| Начальное образование                                | 22 %     | 30 %       | 21 %                | 15 %               | 18 %  |
| Среднее образование                                  | 7 %      | 12%        | 11 %                | 4 %                | 8 %   |
| Профессиональное образование                         | 4 %      | 1 %        | 4 %                 | 1 %                | 3 %   |
| Высшее образование                                   | 2 %      | 7 %        | 5 %                 | 0 %                | 3 %   |